# Пикты

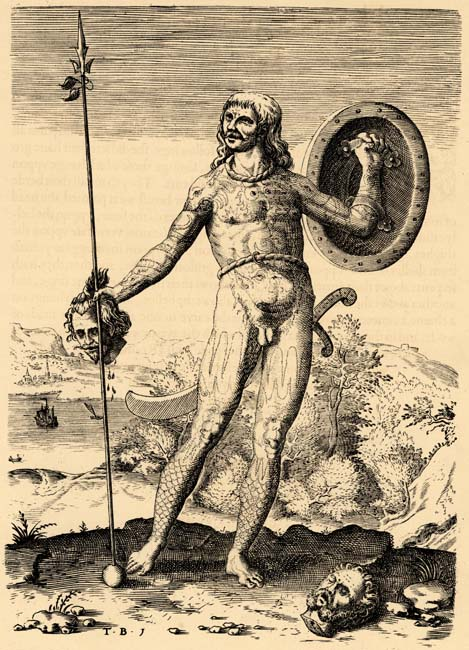
Пиктский воин. Гравюра Теодора де Бри из книги Томаса Хэрриота «Краткое и достоверное описание земель Виргинии», 1588 год.

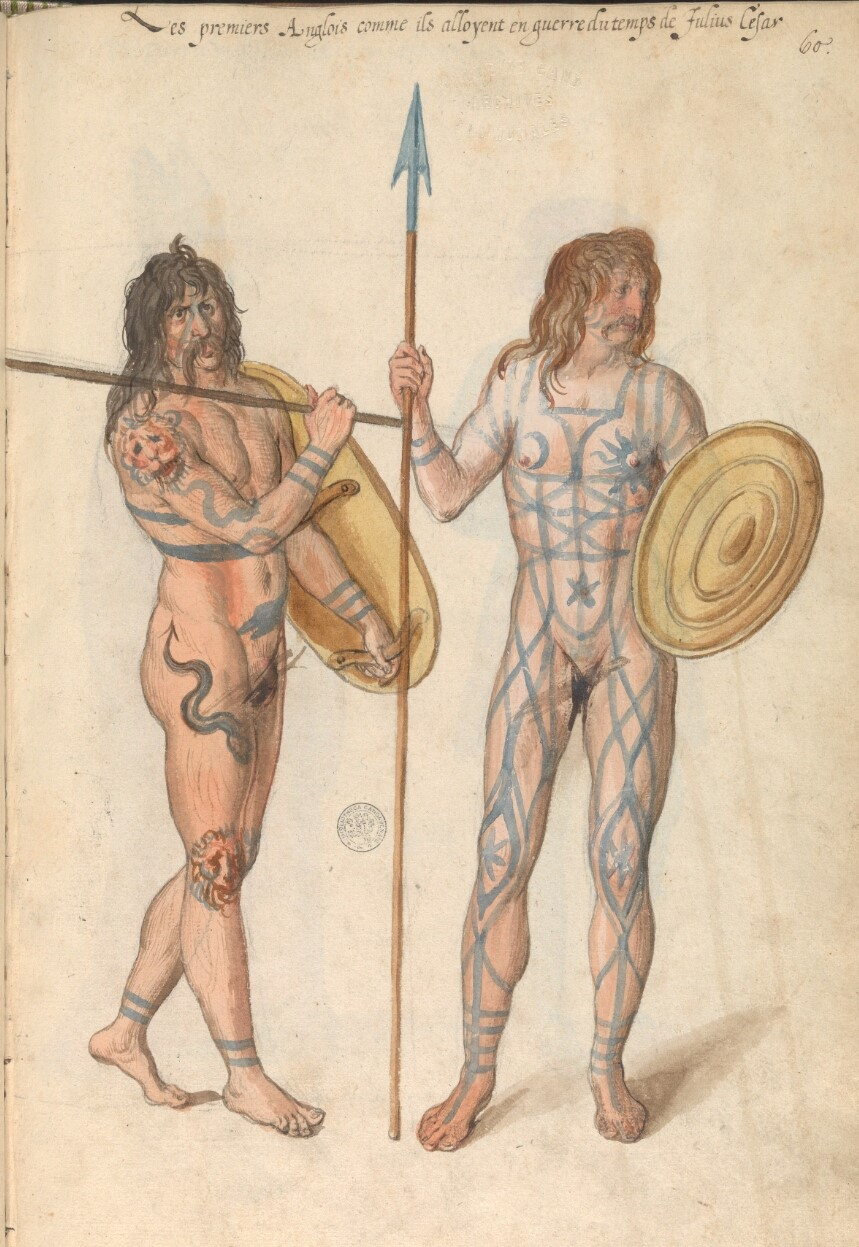
Пиктские воины во «Всемирном театре старинной и современной моды» Лукаса де Гира (1575)

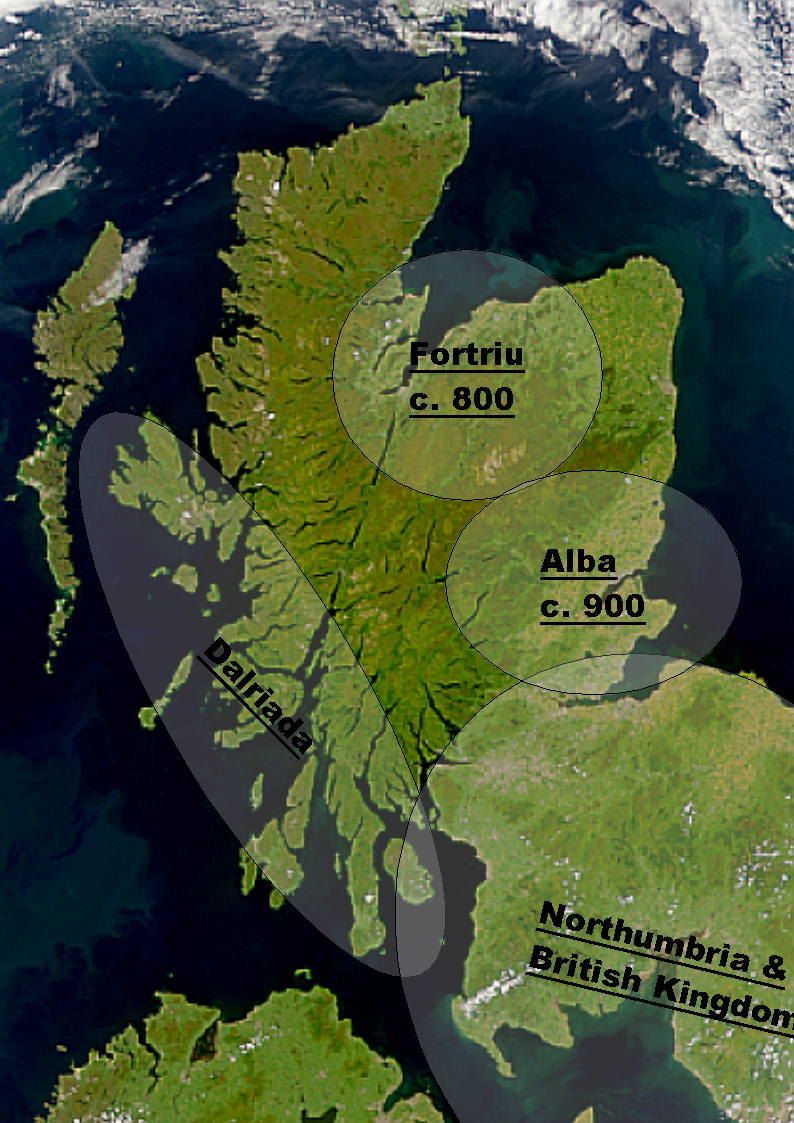
Карта, показывающая примерные области пиктских царств Фортриу (800 год н. э.) и Альба (900 год н. э.)

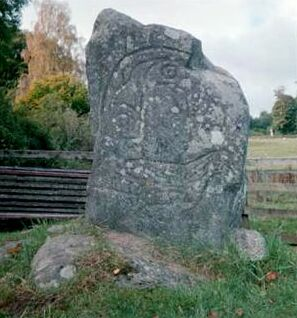
Пиктский камень с изображением орла

Пикты (англ. Picts) — союз кельтоязычных народов, живших на северо-востоке современной Шотландии во времена позднего Железного века Британии и Раннего Средневековья. В частности, они проживали к северу от рек Форт и Клайд. Главными источниками информации о культуре пиктов и заселённых ими территориях являются пиктские камни, раннесредневековые тексты, а также результаты археологических раскопок. Упоминается существование отдельного пиктского языка, который обычно относят к островным кельтским языкам; особенно подчёркивается его близость с древнебриттским языком, на котором общались обитавшие южнее бритты.
Латинское название пиктов, Picti, впервые появляется в позднеантичных источниках и прослеживается вплоть до X века.
Предполагается, что пикты были потомками каледонцев и некоторых других народов времён Железного века, что были отмечены на карте Птолемея или упомянуты римскими историками. Королевство Пиктланд, порой также именуемое Пиктавией, достигло наибольшего политического единства уже в XII—XIII веках в результате своего расширения и объединения большей части пиктских земель. Формально в 900 году, а фактически ещё в 843, пиктские королевства объединились с гэльским Дал Риада, тем самым образовав королевство Альба (современная Шотландия). К XIII веку к нему были присоединены земли бывшего Стратклайда, нортумбрийского Лотиана, а также Галлоуэй и Гебридские острова.
Пиктское общество особо не отличалось от обществ других народов Северной Европы того времени; более того, по отношению к соседним группам находилось большое количество связей и параллелей. Археология также может дать некоторое представление об обществе пиктов. Несмотря на то, что пиктской письменности как таковой почти не сохранилось, благодаря множеству сторонних источников хорошо известно об истории пиктов уже начиная с XI века, как раз с этих времён началось её документирование. В число таких источников входят «Церковная история народа англов» Беды Достопочтенного, жития святых, таких как житие Колумбы, описанное Адамнаном, и, наконец, различные ирландские анналы, или летописи, такие как «Книга захватов».
Пиктская социальная структура на протяжении своей истории вплоть до ассимиляции с другими народами находились на стадии родового строя.

## Этимология
Считается, что слово «пикт» возникло в качестве экзонима, который использовали римляне для обозначения людей, живущих к северу от перешейка Форт-Клайд. Латинское Picti впервые появляется в панегирике, написанном Евмением в 297 году н. э., и дословно означает «расписанные или татуированные люди» (от латинского pingere «рисовать»; pictus — «нарисованный, раскрашенный», ср. греческое πυκτίς «рисунок»).
Среди других народов, так или иначе контактировавших с пиктами, имелись и свои экзонимы: Pettr в древнескандинавском, Peohta в древнеанглийском, Pecht в англо-шотландском и Peithwyr в валлийском. Некоторые считают, что эти слова могут содержать в себе оригинальный пиктский корень, в отличие от латинского Picti. В ирландских источниках также встречаются слова Cruthin, Cruthini, Cruthni, Cruithni или Cruithini (в современном ирландском — Cruithne), которые обозначали как пиктов, так и некоторую другую группу людей, живших где-то рядом с уладами в восточной части Ольстера. Историк XVIII века Эдуард Гиббон полагал, что сами пикты называли так «людей, питающихся пшеницей» (Cruitnich), то есть, в отличие от горцев, проживавших на равнинах Восточной Каледонии, но в современной научной литературе принято считать, что вариации этого слова происходят от *Qritani, что, в свою очередь, является гойдельской версией бриттского слова *Pritani. Собственно, от него и появилось римское название бриттов — Britanni.
Доподлинно неизвестно, как называли себя сами пикты. Выдвигаются предположения об использовании ими слова Albidosi, которое было найдено в Хронике королей Альбы во времена правления Малькольма Рыжего, однако это оспаривается. Единая пиктская идентичность могла сформироваться под влиянием гегемонии королевства Фортриу, которая установилась после битвы при Нехтансмере в 685 году.

## История
По одной из точек зрения, пикты вели происхождение от кельтов, однако пиктская языковая ветвь выделилась из кельтской языковой семьи очень рано — вероятно, в начале I тысячелетия до нашей эры.
Согласно другой гипотезе, пикты — наследники первых волн праиндоевропейских мигрантов, проникших на территорию Британии ещё в эпоху раннего бронзового века и не состоявших в особо близком языковом родстве ни с одной из существующих в наше время языковых групп индоевропейской языковой семьи. Сторонники этой версии сравнивают пиктов с иберийскими лузитанами — представителями первой волны индоевропейской миграции, проникшей на Иберийский полуостров задолго до прихода кельтов.
Наконец, в соответствии с наименее распространённой гипотезой, пикты являлись остатками доиндоевропейского населения Европы. Так, часть британских исследователей вслед за Юлием Цезарем полагает, что по происхождению пикты близки к коренным жителям Иберии. Петроглифы Галисии (северо-запад Испании) по стилистике имеют много общего с петроглифами, обнаруженными в Британии. Впрочем, этот факт свидетельствует лишь в пользу возможного родства (либо тесных контактов) между доиндоевропейским населением Иберии и Британии, но не указывает на происхождение собственно пиктов.
Родственным пиктам народом были круитни (Cruthin, Cruithnig, Cruithni), проживавшие на территории Ирландии.
Пикты населяли территории центральной и северной Шотландии, к северу от залива Ферт-оф-Форт. Они постоянно совершали набеги на юг Британии и в 360-х годах дошли до Лондона. Первоначально пикты представляли собой союз племён; к VI веку сформировалось несколько государственных образований, позднее объединившихся в Королевство пиктов. В VI веке пикты были обращены в христианство ирландским миссионером Колумбой. Расцвет пиктского государства пришёлся на VIII век — после того, как пиктам удалось остановить продвижение англов на север (битва при Нехтансмере, 685 год), а позднее дать отпор натиску скоттов с запада. Предполагается пиктское происхождение брохов.
Особенностью пиктского государственного устройства была передача трона не по мужской, а по женской линии. В результате, в разные периоды времени королями пиктов были представители королевских династий гэльской Дал Риады, бриттского Стратклайда, английской Нортумбрии, потомки пиктских принцесс. В 843 году королём пиктов стал король Дал Риады Кеннет I. Ему удалось объединить государства пиктов и скоттов в Королевство Альба. Постепенно гэльский язык скоттов вытеснил пиктский (о генетической принадлежности которого ведутся споры), а вскоре, в результате ассимиляции, пикты прекратили своё существование как отдельный народ.
В валлийской литературе пикты называются словом Pryden, а Британский остров — словом Prydain. Таким образом, названия «Британия», «бритты» первоначально могло относиться к пиктам и лишь затем перейти на весь остров и его обитателей.

## Палеогенетика
У образцов из Балинтора (Истер Росс) и Лундин Линкса (Файф), представляющих северную и южную части Пиктленда, определили митохондриальные гаплогруппы H1c20, H2a1e, T2a1a, T2b11, J1c3b, J1c3b1, J1c3g, K1c2, обычные для современных северо-западных европейцев, при этом J1c3 идентифицирована у трёх человек из восьми. Анализ разнообразия митохондриальной ДНК на пиктском кладбище Лундин-Линкс (n=7) показывает отсутствие прямых общих предков женского пола, что имеет значение для более широкой социальной организации. У образца LUN004 определили Y-хромосомную гаплогруппу R1b-DF49, которая преимущественно распространена в Великобритании и Ирландии и является субкладом гаплогруппы R1b-P312/S116, введённой в Великобританию носителями культуры колоколовидных кубков в энеолите. Во время энеолита гаплогруппы, происходящие от R1b, в значительной степени заменили преобладавшую до этого в британском неолите Y-хромосомную гаплогруппу I2a за исключением Оркнейских островов, где I2a сохранилась до бронзового века. Субклады R1b чрезвычайно распространены в Великобритании и Западной Европе, начиная с железного века. Геномы людей из Балинтора (BAL003) и Лундин Линкса (LUN004) попадают в современный валлийский кластер, но BAL003 заметно ближе к современным кластерам шотландцев, оркадцев, англичан и северных ирландцев, что предполагает некоторую степень генетической дифференциации среди людей из Пиктленда.

## В культуре
- Пиктам посвящена одна из баллад Р. Л. Стивенсона «Heather Ale» (дословно: «Вересковый эль») (1890 г.)[7], перевод которой на русский С. Я. Маршака под названием «Вересковый мёд»[8] стал очень популярен.
- Редьярд Киплинг создал стихотворение «Песнь Пиктов»[9].
- Главная героиня игры Hellblade: Senua's Sacrifice является представительницей народа пиктов.
- В игре Assassin’s Creed Valhalla присутствуют пикты.
- В исторических картинах «Орёл Девятого легиона» и «Центурион» пикты выступали как борцы с римскими завоевателями.
- Одноглазый, главный герой фильма «Вальгалла: Сага о викинге» (2007), в роли которого снялся Мадс Миккельсен, согласно сюжету, является пиктом.
- Гвиневра из блокбастера Антуана Фукуа «Король Артур» (2004), роль которой исполняет Кира Найтли, происходит из племени пиктов.
- В историческом боевике Нила Маршалла «Центурион» (2010) роль пиктской воительницы Этайн исполняет Ольга Куриленко.
- Вождь пиктов в исполнении Неда Деннехи и его сын в исполнении Тахара Рахима фигурируют в эпике Кевина Макдональда «Орёл Девятого легиона» (2011).